# Ivo Komšić
Pour les articles homonymes, voir Komšić.
Ivo Komšić, né le 16 juin 1948, est un homme politique bosnien, ancien maire de Sarajevo succédant à Alija Behmen. Il est une figure clé des pourparlers qui conduisent à la fin de la guerre de Bosnie-Herzégovine avec l'accord de Dayton, et la formation de la fédération de Bosnie-et-Herzégovine.

## Biographie
Ivo Komšić est né le 16 juin 1948 à Kiseljak en ex-Yougoslavie. Après avoir terminé ses études secondaires, il s'inscrit en philosophie et en sociologie à la faculté de philosophie de Sarajevo . À la faculté de philosophie de Sarajevo, il obtient sa maîtrise en 1977 avec le sujet Le concept de nature et d'histoire dans l'œuvre de Hegel et de Marx. À la même faculté, il a obtenu son doctorat en juin 1985 sur le sujet  "Dialectique de la forme marchandise (Hypothèses de la dialectique de la discontinuité dans le Capital de Marx)". À partir de 1986, il travaille comme professeur et en 2010, il est élu doyen de la Faculté de philosophie de Sarajevo.
Il publie un grand nombre d'ouvrages scientifiques et professionnels dans des revues nationales et étrangères. Il est rédacteur en chef du magazine de philosophie et de théorie sociale Dialog, président de l'Association de sociologie de Bosnie-Herzégovine et participant à de nombreuses rencontres scientifiques et culturelles.
Lors des premières élections démocratiques en Bosnie-Herzégovine en 1990, Ivo Komšić participe à l'élection de la présidence de la République, comme le candidat du Parti social-démocrate (SKBiH-SDP). 
En 1991, il est membre du Parti des réformes démocratiques puis cofondateur du Parti paysan croate de Bosnie-Herzégovine. Pendant la guerre en Bosnie, il est membre de la présidence de la république en tant que représentant des Croates de Bosnie.
Entre 2000 et 2002, il occupe le poste de président de la Chambre des peuples du Parlement de la fédération de Bosnie-et-Herzégovine. 
De 2006 à 2008, il est membre de l'Assemblée du canton de Sarajevo et de la Chambre des peuples du Parlement de la fédération de Bosnie-et-Herzégovine, et de 2013 à 2017, maire de Sarajevo.
Selon ses convictions politiques, il est social-démocrate. 

## Guerre de Bosnie
Komšić affirme que le parti nationaliste, l'Union démocratique croate de Bosnie et Herzégovine (HDZ- BiH), le plus grand parti politique des Croates de Bosnie, issu de l'Union démocratique croate (HDZ) et fondée par le dirigeant croate Franjo Tuđman, est entré en Bosnie-Herzégovine en 1990 via le système paroissial de l'Église catholique de Bosnie-Herzégovine. Il soutient que les évêques et le clergé catholiques de Bosnie ont permis au HDZ d'obtenir la victoire électorale en Bosnie-Herzégovine, même s'il était clair que l'objectif du parti était le démembrement de la république et son intégration dans la Croatie voisine.
Au début de la guerre de Bosnie il travaille temporairement au ministère de la Défense en tant que volontaire. Le blocus de la ville de Sarajevo le trouve dans son Kiseljak natal, où il a rejoint le travail de l'organisation humanitaire Caritas.
Komšić rejoint le Parti de la réforme démocratique en mars 1991, le quittant après avoir cofondé le Parti paysan croate de Bosnie-Herzégovine (HSS) le 12 avril 1993 avec un groupe d'intellectuels croates peu avant l'escalade de la guerre en Bosnie centrale.
Ce parti crée une politique croate alternative en Bosnie-Herzégovine, optant pour la préservation de la république unifiée de Bosnie-Herzégovine et la coexistence des Croates de Bosnie avec d'autres nations dans l'ensemble de la Bosnie-Herzégovine. 
En novembre 1993, sur la base des résultats des élections de 1990, il devient membre de la présidence de la république de Bosnie-Herzégovine pendant la guerre de Bosnie-Herzégovine, alors organe exécutif suprême et internationalement reconnu république de Bosnie-Herzégovine depuis la déclaration de son indépendance jusqu'aux accord de paix de Dayton.
La contribution politique de Komšić s'est également manifestée à travers l'activité d'organisation de l'Assemblée générale des Croates de Bosnie-Herzégovine, tenue le 6 février 1994, et le poste de président du Conseil national croate. Ce Parlement adopte le plan de paix sur la base duquel l'accord de Washington est créé et sur la base duquel la paix est établie entre Croates de Bosnie et Bosniaques en Bosnie-Herzégovine. Le professeur Komšić est ainsi crédité d'une contribution significative à la création de la nouvelle constitution de Bosnie-Herzégovine basée sur la fédération des cantons, avec un nombre de cantons précisément déterminé, leur territoire et le nombre d'habitants.
Komšić participe à presque toutes les négociations de paix sur la Bosnie-Herzégovine.

## Maire de Sarajevo (2013-2017)
De 2013 à 2017, sur décision du conseil municipal de la ville de Sarajevo, il exerce la fonction de maire de la ville de Sarajevo.

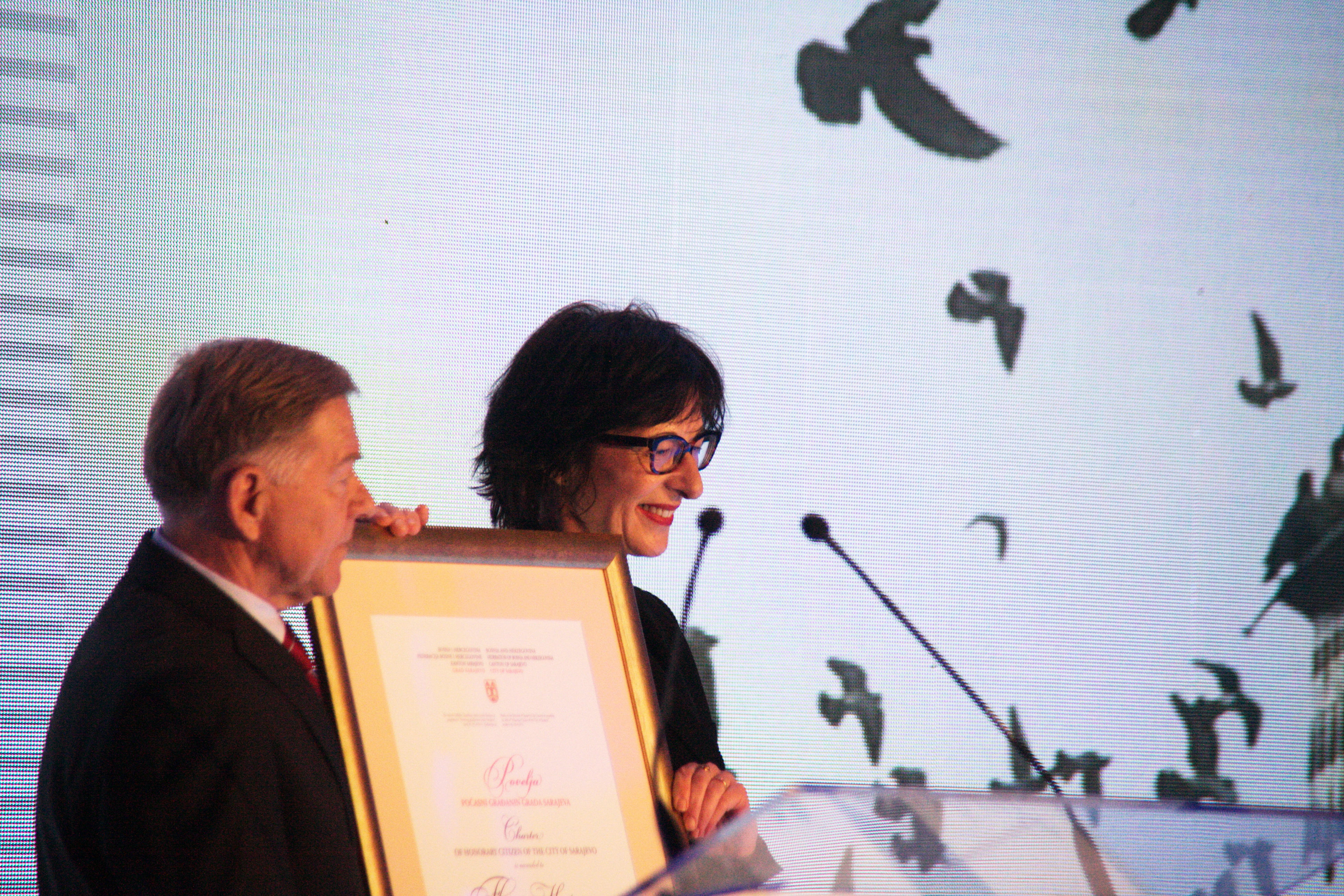
Le maire de Sarajevo, Ivo Komšić, remet le prix du 6 avril de la ville de Sarajevo à Florence Hartmann

Lors des manifestations et des émeutes dans toute la Bosnie-Herzégovine en février 2014, Komšić déclare que la démolition des bâtiments gouvernementaux n'est pas la solution. Il déclare que même s'il est conscient que les gens ont été poussés à l'écart de la société, il exhorte le public à exprimer clairement ses revendications de manière pacifique.
En tant que maire de Sarajevo, le professeur docteur Ivo Komšić remet le prix "Citoyen d'honneur de la ville de Sarajevo" à l'écrivain et publiciste Predrag Matvejević.
Le 28 juin 2014, les pays européens organisent une commémoration à Sarajevo à l'occasion du centenaire de l'assassinat de François-Ferdinand d'Autriche à Sarajevo par Gavrilo Princip, qui déclenche la Première Guerre mondiale. L'événement clé est un concert de l'Orchestre philharmonique de Vienne, qui se produit dans l'hôtel de ville, récemment restauré après sa destruction en 1992 par les Serbes de Bosnie. La commémoration est boycottée par les Serbes de Bosnie. Alors que l'Europe considère Gavrillo Princip comme un terroriste, pour les Serbes de Bosnie c’est un héros qui s'est battu pour la libération des Serbes. A cette occasion, Komšić déclare :« Au cours des 100 dernières années, Sarajevo a toujours rappelé aux gens la guerre et la tragédie. Cela a donné aux gens une impression triste et profonde. Maintenant, c'est une bonne occasion de donner aux gens des impressions différentes. Grâce à ces événements, nous espérons montrer à tous un Sarajevo pacifique, un Sarajevo plus inclusif et en constante évolution". »
Lorsque le pape François se rend en Bosnie-Herzégovine le 6 juin 2015, Komšić lui décerne le prix Keys to the City of Sarajevo.
À la suite du procès et du verdict de culpabilité du criminel de guerre serbe Radovan Karadžić le 24 mars 2016, Komšić déclare que s'il est important que le jugement confirme la responsabilité directe de Karadžić dans des années de terreur en Bosnie-Herzégovine, il n'est pas satisfait de la peine de 40 ans , affirmant que Karadžić aurait dû recevoir le maximum en raison de la gravité des crimes. Il s'est demandé pourquoi le Tribunal avait décidé de limiter l'accusation de génocide à Srebrenica uniquement, car "Karadžić était responsable d'atrocités dans tout le pays". Il a ajouté: "Si nous ne prenons en compte que Sarajevo, ce serait plus que suffisant pour la réclusion à perpétuité" .
Komšić souligne son désir de voir son pays dépasser les événements violents du XXe siècle et "entrer dans la nouvelle ère".

## Dernièrement
Komšić critique les partis nationalistes des Serbes et Croates de Bosnie, le SNSD et le HDZ, qui poursuivent la politique d'avant-guerre de division de la Bosnie, et la communauté internationale, qui ne réagit pas à cela, et confirme qu'il est impossible de diviser la Bosnie-Herzégovine,,.
Il est toujours politiquement actif aujourd'hui en tant que vice-président de l'Union sociale-démocrate de Bosnie-Herzégovine (SDU).